# Női 100 méteres síkfutás a 2015. évi nyári európai ifjúsági olimpiai fesztiválon
A 2015. évi nyári európai ifjúsági olimpiai fesztiválon az atlétikai versenyszámokat Tbilisziben rendezték. A női 100 méteres síkfutás selejtezőit és középdöntőit július 27.-én, a döntőt pedig július 28.-án rendezték.

## Rekordok
A versenyt megelőzően a következő rekordok voltak érvényben:
| Ifjúsági világrekord | Candace Hill (Amerikai Egyesült Államok) | 10.98 |
| EYOF rekord          | Elza Vildanova (Oroszország)             | 11.68 |

## Selejtező
Minden selejtezőcsoport első 3 helyezettje (Q) illetve a további legjobb 4 időeredménnyel (q) rendelkező sportoló jutott tovább a középdöntőbe. Minden nemzet egyetlen sportolóval képviselhette magát.
| H  | Csoport | Név                     | Nemzet           | E     | Mj   |
| -- | ------- | ----------------------- | ---------------- | ----- | ---- |
| 1  | 1       | Olga Vinogradskaia      | Oroszország      | 11.74 | Q PB |
| 2  | 3       | Klaudia Natalia Adamek  | Lengyelország    | 11.84 | Q    |
| 3  | 4       | Ciara Neville           | Írország         | 11.90 | Q    |
| 4  | 3       | Viktoria Doenicke       | Németország      | 11.91 | Q    |
| 5  | 2       | Ingvild Meinseth        | Norvégia         | 11.91 | Q    |
| 6  | 3       | Anna Kerbachova         | Csehország       | 12.05 | Q PB |
| 6  | 1       | Whitney Tie             | Franciaország    | 12.05 | Q    |
| 8  | 1       | Fanny Susanna Runheim   | Svédország       | 12.07 | Q    |
| 8  | 4       | Joana De Sousa Carlos   | Portugália       | 12.07 | Q PB |
| 10 | 3       | Celine Gautier          | Belgium          | 12.09 | q    |
| 11 | 2       | Marina Andreea Baboi    | Románia          | 12.17 | Q    |
| 12 | 3       | Klinta Blusina          | Lettország       | 12.18 | q SB |
| 13 | 4       | Johanna Ilves           | Észtország       | 12.28 | Q PB |
| 14 | 3       | Viktoryia Zakharchuk    | Fehéroroszország | 12.31 | q SB |
| 15 | 4       | Nea Mattila             | Finnország       | 12.32 | q SB |
| 16 | 2       | Gal Kadmon              | Izrael           | 12.36 | Q    |
| 17 | 4       | Laila Lacuey More       | Spanyolország    | 12.38 |      |
| 18 | 2       | Arianna De Masi         | Olaszország      | 12.39 |      |
| 19 | 3       | AY Mizgin Ay            | Törökország      | 12.40 |      |
| 20 | 2       | Sara Polyakova          | Szlovákia        | 12.42 |      |
| 21 | 2       | Iryna Marchak           | Ukrajna          | 12.43 | PB   |
| 22 | 1       | Daniela Pesic           | Horvátország     | 12.45 |      |
| 23 | 1       | Isabel Cristina Posch   | Ausztria         | 12.51 |      |
| 24 | 1       | Nikol Andonova          | Bulgária         | 12.57 |      |
| 25 | 2       | Leonie Patricia Studer  | Svájc            | 12.59 |      |
| 26 | 2       | Beatrice Juskeviciute   | Litvánia         | 12.70 |      |
| 27 | 1       | Soraya De Sousa Moerira | Luxemburg        | 12.82 |      |
| 28 | 4       | Emma Corbelli           | San Marino       | 13.11 |      |
| 29 | 4       | Gayane Chiloyan         | Örményország     | 13.57 |      |
| 30 | 1       | Marie Charlotte Gastaud | Monaco           | 13.67 |      |

## Középdöntő
Mindkét középdöntős csoport első 3 helyezettje (Q) illetve a további legjobb 2 időeredménnyel (q) rendelkező sportoló jutott tovább a döntőbe.
| H  | Csoport | Név                    | Nemzet           | E     | Mj |
| -- | ------- | ---------------------- | ---------------- | ----- | -- |
| 1  | 1       | Ingvild Meinseth       | Norvégia         | 11.74 | Q  |
| 2  | 1       | Olga Vinogradskaia     | Oroszország      | 11.79 | Q  |
| 3  | 1       | Viktoria Doenicke      | Németország      | 11.89 | Q  |
| 4  | 2       | Ciara Neville          | Írország         | 11.92 | Q  |
| 5  | 2       | Klaudia Natalia Adamek | Lengyelország    | 12.00 | Q  |
| 6  | 2       | Fanny Susanna Runheim  | Svédország       | 12.12 | Q  |
| 7  | 1       | Anna Kerbachova        | Csehország       | 12.16 | q  |
| 8  | 2       | Joana De Sousa Carlos  | Portugália       | 12.18 | q  |
| 9  | 2       | Klinta Blusina         | Lettország       | 12.30 |    |
| 10 | 1       | Nea Mattila            | Finnország       | 12.31 | SB |
| 11 | 1       | Celine Gautier         | Belgium          | 12.32 |    |
| 12 | 2       | Whitney Tie            | Franciaország    | 12.34 |    |
| 13 | 1       | Marina Andreea Baboi   | Románia          | 12.37 |    |
| 14 | 1       | Gal Kadmon             | Izrael           | 12.40 |    |
| 15 | 2       | Viktoryia Zakharchuk   | Fehéroroszország | 12.42 |    |
| 16 | 2       | Johanna Ilves          | Észtország       | 12.45 |    |

## Döntő
| H     | Név                    | Nemzet        | E     | Mj  |
| ----- | ---------------------- | ------------- | ----- | --- |
| Arany | Ciara Neville          | Írország      | 12.01 |     |
| Ezüst | Klaudia Natalia Adamek | Lengyelország | 12.16 |     |
| Bronz | Ingvild Meinseth       | Norvégia      | 12.17 |     |
| 4     | Joana De Sousa Carlos  | Portugália    | 12.19 |     |
| 5     | Viktoria Doenicke      | Németország   | 12.22 |     |
| 5     | Anna Kerbachova        | Csehország    | 12.27 |     |
| 7     | Fanny Susanna Runheim  | Svédország    | 12.52 |     |
| -     | Olga Vinogradskaia     | Oroszország   | -     | DNS |